# Lingua karajá

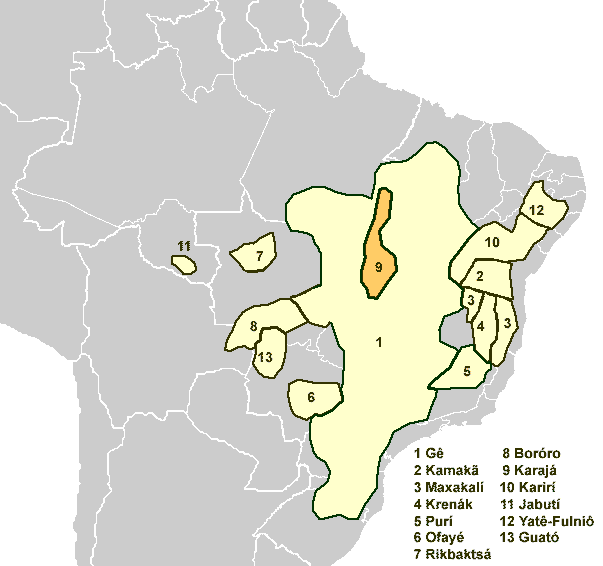
Nella mappa sono rappresentati gli areali delle lingue macro-gê, il Karajà è in colore più scuro.

Il karajá, (anche noto come caraiauna, chambioa, iraru mahadu, ixbyowa o ynã), è una lingua appartenente alla supposta famiglia linguistica  delle lingue macro-gê (per altri studiosi si tratta di una lingua isolata), parlata dal popolo Karajá in una trentina di villaggi del Brasile centrale, lungo le rive del fiume Araguaia (stati: Tocantins, Pará e Mato Grosso).

## Dialetti e differenziazioni di pronuncia
Vi sono quattro dialetti: karajá settentrionale, karajá meridionale, xambioá e javaé.
Una caratteristica particolare del karajá, è che gli uomini e le donne parlano forme diverse della lingua; una delle principali differenze è che gli uomini non pronunciano il suono /k/, che invece viene pronunciato dalle donne, nella tabella che segue, alcuni esempi:
| Donne      | Uomini  | Italiano                          |
| ---------- | ------- | --------------------------------- |
| kɔɗu       | ɔɗu     | tartaruga                         |
| kɔlukɔ     | ɔluɔ    | labret (osso infisso nel labbro)  |
| kaɾitʃakɾe | aɾiakɾe | Camminerò                         |
| bɛɾaku     | beɾo    | fiume                             |
| adõda      | aõda    | cosa                              |
| dõbĩku     | dõbĩu   | Domenica (dal Portoghese domingo) |

Il pronome tu/voi si dice /kai/ ed è un'eccezione alla regola, infatti viene pronunciato allo stesso modo da uomini e donne.

## Tipologia linguistica
Il karaja è una lingua con tipologia verbo-finale, con una sostantivazione semplice ed una più complessa morfologia verbale che comprende anche l'incorporazione dell'oggetto.
Le flessioni verbali per direzione nonché per persona, modo, oggetto e tempo.

## Fonologia
Il karajá ha nove vocali orali, (i, e, ɛ, ɨ, ə, a, u, o, ɔ) e due nasali, (ə̃ õ). /a/ viene pronunciata nasale quando è iniziale o quando è preceduta da /h/.
Ci sono solo dodici consonanti, otto delle quali sono coronali:
(k, b, d, dʒ, ɗ, θ, ʃ, h, l, w, ɾ)